# Amphiprion frenatus
Amphiprion frenatus és una espècie de peix de la família dels pomacèntrids i de l'ordre dels perciformes.

## Morfologia
- Els mascles poden assolir 14 cm de llargària total.[3][4]

## Reproducció
És monògam i hermafrodita.

## Hàbitat
Viu en zones de clima tropical (25°N-35°S), associat als esculls de corall, a 1-12 de fondària i en simbiosi amb l'anemone Entacmaea quadricolor.

## Distribució geogràfica
Es troba a l'oest del Pacífic: des del Golf de Tailàndia fins al sud-oest de Palau, el sud del Japó i Java.

## Observacions
Pot ésser criat en captivitat.